# Prisciliano
Prisciliano de Ávila (Gallaecia, aprox. 340-Civitas Treverorum, actual Tréveris, 385) fue un obispo hispanorromano que tras ser acusado de brujería y gnosticismo fue ejecutado junto a otros compañeros. Originó el movimiento ascético conocido como priscilianismo.
Prisciliano fue ejecutado por el gobierno de Magno Clemente Máximo, aunque varios obispos de Occidente, con Martín de Tours a la cabeza, junto con Juan Crisóstomo en Oriente, protestaron contra tal decisión. El propio papa Siricio criticó duramente el proceso. La sentencia y la ejecución fueron criticadas por muchos, que se escandalizaron de que un hombre piadoso y entregado al culto a Dios fuera ajusticiado. En la cristiandad, se considera la ejecución de Prisciliano como el primer ejemplo en que la justicia secular intervino con una condena a muerte por un asunto de índole eclesiástica.

## Biografía

### Orígenes y primeros pasos
Según Próspero de Aquitania, se cree que nació en la provincia romana de Gallaecia, en el entorno de una familia senatorial. Pero, por las referencias a su origen noble, es probable su ligación con la Bética o Lusitania, donde había mayor desarrollo de fundus aristocráticos que en la Gallaecia, aunque otros autores han señalado una mayor importancia de este tipo de latifundios en el noroeste de la península ibérica de la considerada hasta ahora.
En torno al año 370 llegó a Burdigala (Burdeos) para formarse con el retórico Delfidio. A las afueras de esta ciudad fundó una comunidad de tendencia rigorista junto a su mentor y la mujer de este, Eucrocia. Se le reconoce una relación con la hija de ambos, Prócula, aunque san Jerónimo hace mención a una mujer llamada Gala como su pareja oficial. Su principal adversario, Itacio de Ossonoba, atribuye sus conocimientos de astronomía y magia a un predicador gnóstico o maniqueo de Menfis llamado Marcos.
Hacia 379, durante el consulado de Ausonio y de Olybrio, volvió al noroeste peninsular y comenzó su período predicante. Sus ideas obtuvieron gran éxito, en especial entre las mujeres y las clases populares, por su rechazo a la unión de la Iglesia con el Estado imperial y a la corrupción y enriquecimiento de las jerarquías. Ante la rápida extensión de sus enseñanzas, Higinio de Córdoba, el sucesor de Osio, envió una carta informando de la situación a Hidacio, obispo de la sede metropolitana de Augusta Emerita (Mérida, capital de la Dioecesis Hispaniarum).

### El conflicto
Estos dos obispos e Itacio de Ossonoba convocaron el Concilio de Caesaraugusta (actual Zaragoza) en 380 (otras fuentes lo sitúan unos años antes, en 378), con el fin de condenar las ideas priscilianistas. A este sínodo acudieron dos obispos aquitanos y diez hispanos, lo que parece indicar una fuerte y rápida expansión del movimiento ascético iniciado por Prisciliano. Sin embargo, la ausencia de los dos principales obispos acusados de priscilianistas, Instancio y Salviano, evitó la condena en firme. Las actas dicen que el obispo de Astorga, Simposio (padre de Dictinio, quien años más tarde ocupó esa sede) abandonó el Concilio al segundo día. Este prelado ocupó años después un lugar relevante entre los discípulos del hereje galaico. El obispo Valerio, anfitrión del sínodo, recogió las recomendaciones del Papa san Dámaso, de evitar la condena in absentia. Poco después esos dos obispos (Instancio y Salviano) elevaron a Prisciliano a la sede vacante de Abula (Ávila).
En un intento de acercar posturas, Instancio y Salviano viajaron a Augusta Emerita (Mérida) para entrevistarse con Hidacio, pero tuvieron que huir de una turba de exaltados arengada por el obispo metropolitano.
Hubo entonces un nutrido cruce de acusaciones epistolares entre priscilianistas y ortodoxos. Hay que tener en cuenta que la extensión de las enseñanzas de Prisciliano se dio en todos los estratos sociales, incluyendo muchas familias influyentes de casi todas las provincias hispanas. Finalmente, una carta enviada por Hidacio a Ambrosio, obispo de Mediolanum (Milán), donde se encontraba instalada la corte imperial, convenció a este para obtener un rescripto del emperador Graciano excomulgando y desterrando de sus sedes a Prisciliano y sus seguidores.

### El viaje
En 382 Prisciliano decidió viajar a Roma para defenderse, pero el papa san Dámaso I (en plena pugna por la defensa de la primacía oficial de la sede romana como papa), y también de familia oriunda de Hispania, se negó a recibirle por no considerarse competente para anular un rescripto del emperador. Finalmente fue a Milán, y aprovechó la ausencia de Graciano para convencer a su magister officiorum (Mayordomo Mayor) Macedonio de anular el anterior decreto imperial.
De este modo regresó a Hispania, reafirmando la situación de su grupo y consiguiendo, de paso, que Itacio fuera acusado de perturbador de la Iglesia. El procónsul Volvencio ordenó la detención del obispo antipriscilianista y este se vio obligado a huir a Civitas Treverorum (Tréveris), bajo el amparo del obispo Britto.
En el año 383 el también hispano Magno Clemente Máximo, gobernador de Britania, cruzó a las Galias al mando de 130 000 soldados haciendo huir al emperador Graciano, quien finalmente encontró la muerte en una emboscada en los bosques de Lugdunum (Lyon) perpetrada por Andragatio, uno le los generales de Máximo. Sus legiones lo nombran nuevo imperator de Occidente, pero este nombramiento no fue visto con buenos ojos por Teodosio, emperador de los territorios Orientales. Esta situación delicada le obligó buscar apoyos en la Iglesia católica, a su vez necesitada de amparo institucional para enfrentarse a los numerosos movimientos disidentes que la asediaban (arrianos, rigoristas, binionitas, patripasianos, novacianos, nicolaítas, ofitas, maniqueos, homuncionitas, catáfrigos, borboritas, o los propios priscilianistas).

### La condena

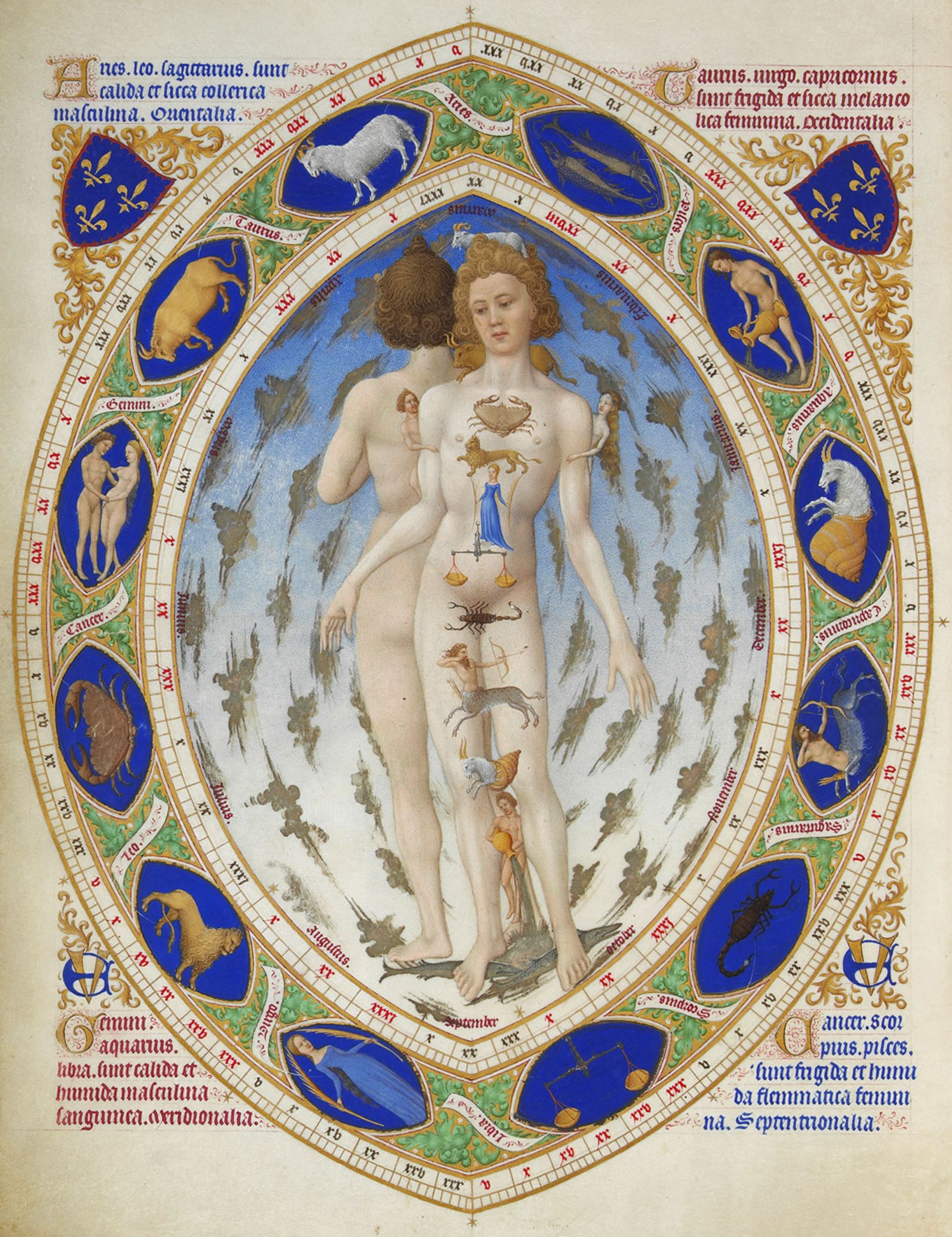
Según Orosio, en su texto contra Prisciliano, Communitorium de errore Priscillianistarum et Origenistarum «Prisciliano enseñó que los nombres de los Patriarcas corresponden a las partes del alma, y de modo paralelo, los signos del Zodíaco se corresponden con partes del cuerpo».

En esa alianza de conveniencia se encuadra el desarrollo posterior de los acontecimientos: la Iglesia oficial se enfrenta a un movimiento popular muy extendido por toda la península ibérica y buena parte de las Galias, y Máximo desea ofrecer una mano tendida en forma de condena oficial al priscilianismo. Pero la aplicación de una sentencia por herejía conlleva la confiscación por parte del Estado de todos los templos de la secta, lo que no interesa a la jerarquía eclesiástica ni sirve a los intereses del emperador. De este modo se diseña un proceso judicial ad hoc que pretende condenar a los obispos hispanos por maleficium (brujería). Esta sentencia, más favorable a las arcas del nuevo emperador, incluye la requisa de todas las propiedades personales de los acusados, quienes, recordemos, pertenecen a pudientes familias hispanas, sin afectar al patrimonio eclesiástico.
Se convoca, entonces, un nuevo concilio en Burdeos al que deciden acudir Prisciliano y varios de sus seguidores, y en el que se condena de nuevo la herejía priscilianista, pero del que solo se obtiene de facto la deposición de Instancio de su sede. Durante la celebración de este concilio, una multitud enajenada lapida a Urbica, una discípula de Prisciliano. Este abandona el concilio y se dirige al norte, a Tréveris, en la Germania Superior, donde Máximo ha establecido su corte, para convencer al emperador de que tercie a favor de su grupo, sin saber que allí Itacio de Ossonoba ya ha tejido la red que acabará con su vida.
En el año 385 Prisciliano llega a Tréveris, donde es acusado, a través de Evodio, prefecto del emperador, de la práctica de rituales mágicos que incluyen danzas nocturnas, el uso de hierbas abortivas y la práctica de la astrología cabalística.
Tras obtener mediante tortura una confesión del mismo Prisciliano, es decapitado junto a sus seguidores Felicísimo, Armenio, Eucrocia (la viuda de Delphidius), Latroniano, Aurelio y Asarino. Todos ellos se convierten en los primeros herejes ajusticiados por una institución civil (secular) a instancias de algunos obispos católicos. La mayoría de los obispos católicos de Occidente con Martín de Tours a la cabeza protestaron contra tal decisión, y hasta el papa Siricio criticó duramente el proceso.

### Tras su muerte
Tras la ejecución de Prisciliano, un movimiento de sus seguidores se mantuvo en vigor durante al menos dos siglos más, sobre todo en su Gallaecia de origen, como lo demuestran los sucesivos concilios convocados para tratar el tema.
Inmediatamente después del proceso de Tréveris, Máximo envía dos comisarios a Hispania para depurar las sedes episcopales de todo rastro de priscilianismo, iniciándose una cadena de ejecuciones y deportaciones que acabaron por despertar las iras de sectores de la iglesia oficial descontentos con el curso de los acontecimientos. Martín de Tours, Jerónimo en Roma y Ambrosio de Milán representaban un sector, dentro del cuadro de ortodoxos leales a Roma, que se había opuesto desde un principio a la injerencia imperial en asuntos eclesiásticos y a matar a los herejes. Son estos padres de la Iglesia, en especial Martín de Tours, quienes detienen el desproporcionado movimiento itaciano, denominado así por su principal impulsor, Itacio, el obispo de Ossonoba. En Oriente, Juan Crisóstomo amenazó: 

Condenar a muerte a un hereje sería desencadenar en la tierra una guerra sin cuartel.

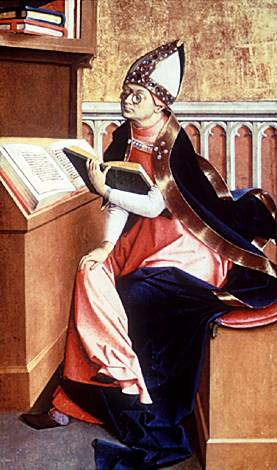
San Agustín de Hipona, uno de los padres de la Iglesia más activos contra el priscilianismo.

En el año 388 Máximo es derrotado y decapitado por Teodosio, y la situación da un vuelco hasta el punto de que el propio Itacio es excomulgado en   389 por su implicación directa en el juicio secular contra Prisciliano. En este año, según Sulpicio Severo, varios discípulos viajan hasta Tréveris con el permiso de Roma para exhumar los restos de su líder y llevarlos a su Gallaecia natal. A la cabeza de esta delegación se encuentra Dictinio, autor de uno de los pocos opúsculos priscilianistas de los que se conoce su existencia (aunque no se conserva ningún ejemplar). De ese libro, titulado Libra, se conservan tan solo referencias indirectas en la obra de san Agustín de Hipona Contra mendacium. Refiere este autor que los priscilianistas consideran lícito mentir para proteger su existencia, hasta el punto de que se recoge un santo y seña mediante el que se reconocen: Iura, periura, secretum prodere noli (jura, perjura, no reveles el secreto).
En el año 396 se convoca un Concilio en Toledo, en el que los seguidores de Prisciliano abjuran de sus ideas y declaran "haber abandonado los errores de la secta", pero la constatación de la pervivencia de costumbres priscilianistas (consagración de la eucaristía con leche y uvas, ayuno, la presencia de clérigos con el pelo largo...) obliga a la celebración de un nuevo concilio en Toletum en el año 400. En este sínodo se asegura que once de los doce obispos de la Gallaecia eran priscilianistas. El único obispo no priscilianista era el de la diócesis de Bretoña, no galaica, sino británica. (Entre los siglos IV y V miles de celtas de la provincia romana de Britania bajo el mando del obispo Maeloc cruzan a Armórica, en la Galia, y a Gallaecia, fundando la provincia-obispado de Bretoña. Un par de siglos después será también un monje bretón, Pelagio, el que anuncie el descubrimiento de la tumba del apóstol Santiago). Las actas de ese concilio recogen el testimonio de abjuración de su herejía de Simposio, su hijo Dictinio y el presbítero Comasio. Los obispos Herenas, Donato, Acurio, Emilio y varios presbíteros rehusaron someterse, y repitieron en alta voz que Prisciliano había sido católico y mártir, perseguido por los obispos itacianos. El concilio excomulgó y depuso a los rebeldes, convictos de herejía.
Tras la muerte de Máximo, Teodosio se proclama emperador de Oriente y Occidente; pero su muerte en 395 deja de nuevo el imperio dividido entre sus dos hijos. Al mayor, Arcadio, le corresponden los territorios orientales y al joven Honorio, con apenas once años, el imperio occidental, tutelado por Estilicón. El movimiento priscilianista se ha ido transformando en este tiempo, por fuerza de la persecución, en una sociedad secreta, que ejerce el suficiente poder en el noroeste peninsular para que el papa Inocencio I decrete la Regula fidei contra omnes hereses, maxime contra Priscillianistas en el año 404. Entre las filas del movimiento priscilianista algunos autores han incluido a Baquiario, un monje itinerante de finales del siglo IV, y a Egeria, autora de la primera crónica de viajes a la tierra santa del cristianismo escrita por una mujer.
En el año 409 Honorio define su política decantándose en contra del movimiento priscilianista, condenando a sus seguidores a perder sus bienes y derechos civiles, y llega a imponer multas a los funcionarios civiles remisos a perseguir la herejía.
Es el año en que los bárbaros se desbordarán por el imperio, y el priscilianismo sobrevivirá en el noroeste peninsular, sobre todo en el entorno rural, al amparo de la independencia política de Roma. A mediados del siglo V, santo Toribio, obispo de Astorga, se aplicó a arrebatar de manos de los fieles todos los libros priscilianistas y, comprendiendo que todavía este remedio era ineficaz, remitió al papa san León el Magno el Communitorium, enumeración de los errores consignados en los libros apócrifos, y el Libellus, donde refutaba el priscilianismo. San León aconsejó que se celebrara un concilio en Toledo, o un sínodo de obispos galaicos, si lo anterior fuese imposible por el estado de independencia política de Gallaecia respecto a Roma y el conflicto generalizado en la península ibérica. Se convocó el sínodo de Aquis Caelenis (actual Caldas de Reyes), donde los heterodoxos, aún aparentando admitir la Assertio fidei, perseveraron en sus doctrinas y prácticas, hasta mediado el siglo VI. Finalmente el primer Concilio de Braga (561) vuelve a hacer referencia al problema, condenándose en siete de sus diecisiete cánones las proposiciones priscilianistas. El segundo concilio de Braga, celebrado varios años después, aún refleja en sus actas alusiones a la secta, e incluso aparece una alusión en el IV concilio de Toledo (683), en el que se condena, como lacra priscilianista, el «delirante pecado» de no cortarse el pelo de la clerecía gallega.

## Corpus ideológico del priscilianismo
Prisciliano fundó una escuela ascética, rigorista, de talante libertario, precursora del movimiento monacal, y opuesta a la creciente opulencia de la jerarquía eclesiástica imperante en el siglo IV. Los aspectos más polémicos, en cuestiones formales, son el nombramiento de «maestros» o «doctores» a laicos, la presencia de mujeres en las reuniones de lectura y su marcado carácter ascético.

### Códices de Wurzburgo
Durante muchos años, las doctrinas realmente defendidas por Prisciliano no fueron conocidas y solamente se sabía de ellas por los ataques y condenas de sus enemigos. Sin embargo, en 1885 el erudito Georg Schepss encontró en la biblioteca de la Universidad de Wurzburgo un códice de finales del siglo V, que reproduce once textos de Prisciliano o de los priscilianistas:
- Liber Apologeticus, se dedica a refutar las acusaciones de que Prisciliano defendía ideas gnósticas, maniqueas, patripasianas o de la otra lista de herejías que le imputaban.[25]
- Liber ad Damasum episcopum, da una versión diferente a la de sus contrincantes, sobre lo acontecido en los concilios hispanos y contradice otra vez las acusaciones de herejía.
- Benedictio super fideles, una exhortación moral a los fieles, con estilo oratorio, basado en los escritos de Hilario de Poitiers.
- Tractus at populum I, sermones al pueblo cristiano.
- Tractus at populum II, sermones.
- Tractus Genesis, defiende la creación del universo por Dios y rechaza tanto la idea de la eternidad del mundo, como la divinización de los astros y la demonización de la naturaleza. Sigue una interpretación alegórica del relato de la creación y el pecado.
- Tractus Exodus, expone su ideal ascético y la prefiguración de Cristo en la Pascua.
- Tractus Paschae, una exhortación espiritual para el tiempo pascual.
- Lyber de fide et apocryphis, defiende la conveniencia de la lectura por los cristianos de los apócrifos del Antiguo Testamento.
- Comentario al Salmo 1.
- Comentario al Salmo 3, estos comentarios a los dos salmos se centran en el sentido alegórico y en la propuesta de una renovación interna que convierta a la persona en "templo digno de Cristo".

Cuando Schepss examinó estos escritos priscilianistas, encontró que en gran parte sus puntos de vista estaban basados en Hilario de Poitiers, cuyo método alegórico de interpretación de la Biblia siguen y cuya doctrina y frases a veces reproducen. Schepss opinaba que Prisciliano fue la primera víctima de la Inquisición española.
El teólogo Friedrich Paret, por entonces profesor del Seminario Evangélico de Tübingen, publicó (en alemán) el libro "Prisciliano: un reformador en el siglo IV", en el cual considera que Prisciliano fue un precursor de la reforma protestante.

### Eclesiología
Prisciliano intentó la reforma del clero a través del celibato y la pobreza voluntaria, y posteriormente amplió la reforma a todos los fieles. Abogó por la interpretación directa de los textos evangélicos, planteando el principio del libre examen. Exigió que la Iglesia volviera a unirse a los pobres. Enfatizó el estudio de los símbolos y la superación del literalismo en la interpretación de la Biblia.
Sus reuniones, frecuentemente nocturnas, en bosques, cuevas o en villae alejadas de las ciudades, y con el baile como una parte importante de la liturgia, incluían tanto a hombres como a mujeres. Sustituyó la consagración oficial con pan y vino por leche y uvas, y también acogió a las mujeres y los esclavos en las sesiones de lectura de textos bíblicos (incluyendo apócrifos).
Las fuentes principales que informan de la particular liturgia del priscilianismo son los cánones promulgados en los sucesivos concilios. En el concilio de Caesaraugusta de 380, por ejemplo, se hace referencia a costumbres indeseables como «mujeres que asisten a lecturas de la Biblia en casas de hombres con quienes no tienen parentesco; el ayuno dominical y la ausencia de las iglesias durante la cuaresma; la recepción de las especies eucarísticas en la iglesia sin consumirlas de inmediato; el apartamiento en celdas y retiros en las montañas; andar descalzos (nudis pedibus incedere)».
Menéndez y Pelayo dice de Prisciliano que:

"se presenta como un teólogo protestante que no acata más autoridad que la de la Biblia y se guía al interpretarla por los dictámenes de la propia razón".

### Cánones de Peregrino
Además de los once textos descubiertos por Schepps, hay un libro de Prisciliano, conocido desde antiguo, publicado por el mismo Schepps como Priscilliani in Pauli Apostoli Epistulas (Canones a Peregrino Episcopo emendati. Se trata de una compilación, de la cual se conocen gran número de códices porque en las antiguas Biblias españolas solían copiarse al frente de las epístolas de San Pablo, lo cual es un indicio del crédito y reputación que todavía tenían obras de Prisciliano, hasta siglos después de haber sido condenada su doctrina. Los Cánones que se conservan no son los genuinos de Prisciliano, sino otros editados y expurgados de acuerdo con la ortodoxia por un obispo de nombre Peregrino. Constituyen un tratado de polémica antimaniquea y una refutación sistemática y enérgica del dualismo oriental. Los argumentos son los de San Pablo y resultan en una enseñanza de la doctrina de la justificación mediante Cristo.
Una característica de estos Cánones es el énfasis en la pobreza y pureza de la iglesia apostólica que el autor contrasta críticamente con la iglesia de su tiempo.

### Gnosticismo

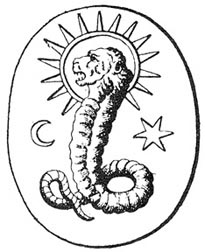
Representación del demiurgo gnóstico, llamado Saklas en varias de sus escuelas.

Aunque los oponentes de Prisciliano hablaban de su movimiento herético como de "priscilianismo", tampoco fueron pocos los que lo consideraban una escuela gnóstica, ya sea implícita o explícitamente. Algunos le llamaron un basilideano, de las primeras corrientes de este pensamiento, mientras que otros se decantaron por acusarle de ser adepto del maniqueísmo, una religión asiática de similares tintes gnósticos. Según estos comentaristas, Prisciliano habría aprendido dichas doctrinas de parte de Ágape y Elpidio, aprendices del predicador Marcos de Menfis (a veces confundido con el Marcos de siglos anteriores que fuera discípulo de Valentín).
La realidad de esta situación, sin embargo, es mucho más compleja, ya que no es fácil separar las aserciones genuinas de Prisciliano de las atribuidas a él por sus enemigos, ni de las que posteriormente hicieron distintos grupos que fueron etiquetados como priscilianistas. No obstante, aunque el mismo Prisciliano -en los textos existentes que se conservan de él- condenó siempre tales movimientos y negó ser otra cosa que un cristiano verdadero, la existencia de elementos comunes entre estos y sus creencias parece cierta, dando como resultado una ambigüedad patente.

"Para Prisciliano, además de la revelación escrita de los libros canónicos, hubo otra revelación perenne y continua [200] del Verbo en el mundo... Siendo la plenitud de la fe el conocimiento de la divinidad de Cristo, sólo el que no ama a Cristo merece anatema. Estas ideas son profundamente gnósticas, aunque, benignamente interpretadas, acaso pudieron caber dentro de aquella gnosis cristiana que preconizó Clemente de Alejandría y parezcan tener antecedente más remoto en la doctrina de San Justino (Apol. II c. 8-10) sobre el logos spermatikós, derramado por la Sabiduría Eterna en todos los espíritus, para que pudieran elevarse, aun por las solas fuerzas naturales, a una intuición o conocimiento parcial del Verbo diseminado en el mundo, aunque su completa manifestación y comunicación por obra de gracia sólo se cumpla mediante la revelación de Cristo.

La doctrina de Prisciliano contiene un ascetismo tajante combinado con hábitos literarios libres, un marcado foco en la demonología, una cosmología relativamente dualista y un sorprendente interés por la integración de mujeres en su movimiento. Todas estas características eran propias de los maestros gnósticos, o al menos atribuidas a ellos en tono condenatorio por los autores cristianos. En sus textos, Prisciliano advierte de la influencia de siete demonios cósmicos llamados "...Saclas, Nebroel, Samael, Belzebuth, Nasbodeo y Belial", clara apropiación de los siete arcontes malignos del gnosticismo. Su cosmología posterior, que promulga que solo el camino ascético puede liberar al hombre de la existencia terrena dominada por los demonios y devolverlo a la inmanencia atemporal de Dios, tan solo profundiza las similitudes.
Sin embargo, Prisciliano condena el docetismo y el sincretismo, posiciones favoritas de los gnósticos, y no demoniza completamente la creación del mundo material, lo que le aleja de ellos. También promulga la muerte y la condenación para todos los maniqueos, paganos, idólatras y hechiceros, contrastando con las propias acusaciones de magia (delito castigado por la ley romana) arrojadas contra él. En cambio, aunque no expresamente y puede que tampoco intencionalmente, la concepción priscilianista de Dios contiene ciertos tonos monarquianistas contrarios al dogma de la Santísima Trinidad.
En suma, parece difícil, si no imposible, determinar el valor gnóstico del priscilianismo en comparación con su cariz cristiano. Lo que los principales autores modernos sí han logrado determinar, empero, es un claro interés por parte de los enemigos de Prisciliano de exagerar su religiosidad menos convencional con el fin de transformarle en un enemigo de la fe cristiana. Menéndez y Pelayo comenta de esto:

"Quizás algún teólogo muy sabio y atento podrá descubrir en estos opúsculos alguna proposición que tenga que ver con las doctrina imputadas de antiguo a Prisciliano; yo no he acertado a encontrar sino el ascetismo más rígido, un gran desdén hacia la sabiduría profana y cierto singular estudio en evitar la acusación de maniqueísmo, acaso por ser la que con más frecuencia se fulminaba contra él.

### Poema
Un himno tomado de un texto apócrifo, posiblemente gnóstico, era cantado por los priscilianistas y fue atribuido posteriormente al propio Prisciliano:

Quiero desatar y quiero ser desatado.

Quiero salvar y quiero ser salvado.

Quiero ser engendrado.

Quiero cantar; cantad todos.

Quiero llorar: golpead vuestros pechos.

Quiero adornar y quiero ser adornado.

Soy lámpara para ti, que me ves.

Soy puerta para ti, que llamas a ella.

Tú ves lo que hago. No lo menciones

La palabra engañó a todos, pero yo no fui

completamente engañado.

—Himno a Jesucristo, atribuido a Prisciliano.

## Tumba

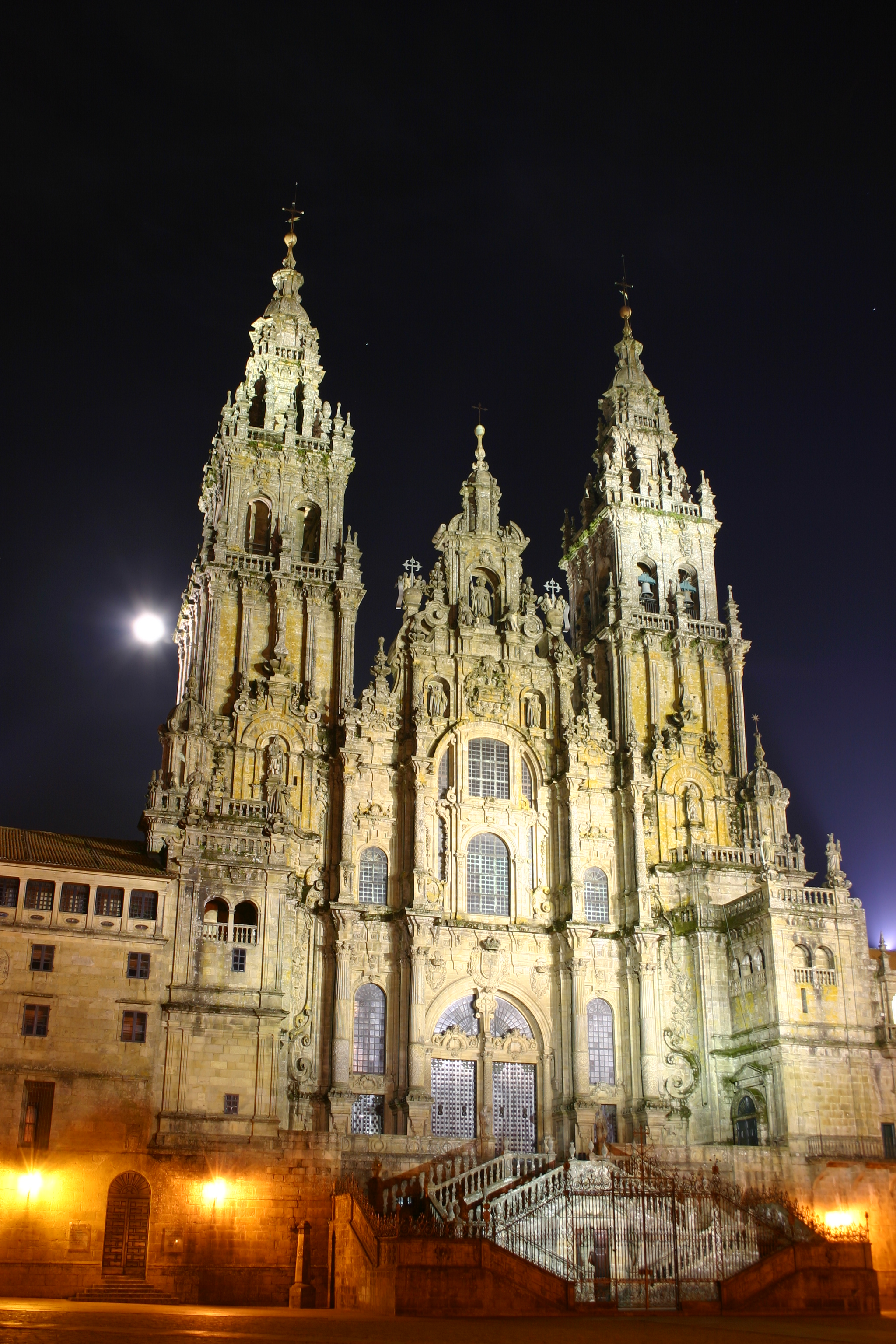
Se presume que en la Catedral de Santiago de Compostela, identificada por Duichesne como el lugar de la sepultura de Prisciliano, o bien como el Apóstol Santiago.

Esta es la historia que dice , que en el año 813 un ermitaño de llamado Pelagio comunica a Teodomiro, obispo de Iria Flavia, que en el bosque de su diócesis llamado Libredón se ven unas luces extrañas. El obispo referirá después al rey Alfonso II el Casto que buscando el origen de las luces halló un sepulcro, que no duda en atribuir inmediatamente al apóstol Santiago. La noticia se hace oficial con el papa León III.
En el año 1900 el hagiógrafo Louis Duchesne publica en la revista de Toulouse Annales du Midí un artículo bajo el título «Saint Jacques en Galice» en el que "sugiere" que el que realmente está enterrado en Compostela es Prisciliano, basándose en el viaje que sus discípulos hicieron con los restos mortales del hereje hasta su tierra natal. Posteriormente Sánchez-Albornoz y Unamuno se hacen eco de esta hipótesis que ha pasado a convertirse en una hipótesis muy popular, alternativa a la tradición católica.
Oponiéndose a esta teoría, Monseñor Guerra Campos indica la existencia de un lugar que podría ser el lugar de enterramiento de Prisciliano: Los Martores (en gallego, Os Martores), perteneciente a la parroquia de San Miguel de Valga, en la provincia española de Pontevedra. Ahí hay una ermita dedicada a san Mamede, en cuyo interior han aparecido sarcófagos antropomorfos tallados en piedra que bien pudieran pertenecer al siglo IV. La teoría de Guerra Campos se basa en la denominación popular con la que se conoció a los discípulos ajusticiados en Tréveris, hasta mucho tiempo después de su muerte: Los mártires (en gallego: Os mártires, gallego dialectal Os mártores), siendo este el único topónimo de estas características en toda Galicia. Una última teoría, planteada por Celestino Fernández de la Vega, establece el posible lugar de enterramiento de Prisciliano en Santa Eulalia de Bóveda, localidad próxima a Lugo.

## Prisciliano en la cultura popular
- Luis Buñuel recreó parte de la vida de Prisciliano en su película La voie lactée (La Vía Láctea), producción franco-italiana de 1969. El guionista Jean-Claude Carrière interpreta al obispo hereje.[31]

- El periodista Ramón Chao (padre del cantante Manu Chao) publicó en 1999 una recreación biográfica libre en forma de novela: Prisciliano de Compostela, ISBN 84-322-0831-0.

- También, la novela Peregrinos de la herejía (en inglés Pilgrimage to Heresy) es un cuento de la vida posible de Prisciliano. Autora: Tracy Saunders, publicado por Editorial Bóveda (Anaya), 2009, ISBN 84-936-6844-3.

- También aparece esta historia en la novela El alma de la piedras de Paloma Sánchez-Garnica.